# کولیمبالی
کولیمبالی (به انگلیسی: Coleambally) یک شهرک در استرالیا است که در نیو ساوت ولز واقع شده‌است.